# Cirrhosoma curvata
Cirrhosoma curvata är en fjärilsart som beskrevs av W. Warren 1906. Cirrhosoma curvata ingår i släktet Cirrhosoma och familjen mätare. Inga underarter finns listade i Catalogue of Life.